# Sophia Thiel
Sophia Laura Maria Thiel (* 13. März 1995 in Rosenheim) ist eine deutsche Fitness-Bloggerin, YouTuberin und Sachbuchautorin.

## Leben
Thiel wurde 1995 im oberbayerischen Rosenheim geboren. Sie hatte während ihrer Jugend Übergewicht, begann 2012 mit dem Bodybuilding und nahm innerhalb von drei Jahren über 25 Kilogramm ab. Sie betreibt mehrere Social-Media-Accounts und bietet einen Onlinefitnesskurs an. 2015 nahm sie am TV total Turmspringen teil und 2016 und 2017 an Die große ProSieben Völkerball Meisterschaft. Von 2017 bis 2019 coachte sie die Online-Kandidaten bei The Biggest Loser und von 2017 bis 2019 war sie in der Doku-Soap Fitness Diaries zu sehen.
Unter dem Markennamen Sophia Thiel entstanden eine Duftreihe, eine Fitnessmodekollektion, Ratgeber und Kochbücher. Sie war mehrmals Covermodel der Women’s Health. Im Januar 2019 erschien die erste Ausgabe der Fitnesszeitschrift Sophia Thiel Magazin, die als Ableger der Zeitschrift Shape von der Bauer Media Group veröffentlicht wurde. Die für Mai 2019 geplante zweite Ausgabe der Zeitschrift wurde nicht veröffentlicht.
Nach der Trennung von ihrem Freund, der sie zum Fitnesstraining gebracht hatte, zog sie 2018 von Rosenheim nach München. Im Mai 2019 kündigte sie in einem YouTube-Video den Rückzug aus sozialen Netzwerken aus persönlichen Gründen an, meldete sich aber  im Februar 2021 online zurück. Im April 2021 sprach sie auf ihrem YouTube-Kanal erstmals über ihre Essstörung Bulimia nervosa und stellte ihr neu erschienenes Buch vor, das diese behandelt. Auch ihre früheren Bücher, z. B. Einfach schlank und fit. Mit 120 Rezepten zur Traumfigur, bewarb sie weiterhin.
Im Mai 2021 war Thiel mit Bernhard Hoëcker im Gewinnerteam von Wer weiß denn sowas?. Im Dezember desselben Jahres trat sie bei Dalli Dalli als Kandidatin auf, wo sie mit Amira Pocher das „Team Trendsetter“ bildete. 2024 nahm Thiel an der 17. Staffel von Let's Dance teil. Zusammen mit dem Profitänzer Alexandru Ionel erreichte sie den 8. Platz. Im Juni 2024 erklärte sie in einem Interview, nach Let’s Dance erneut unter Essstörungen und dem damit einhergehenden Kontrollverlust gelitten zu haben und sich deswegen von Social Media zurückgezogen zu haben.
Seit 2022 betreibt Thiel zusammen mit Paula Lambert  den Podcast Vier Brüste für ein Halleluja, in dem die beiden Frauen wöchentlich unter anderem über Mental-Health-Themen, wie beispielsweise Thiels Essstörung, berichten.
2024 nahm sie am Projekt Mission unknown: Atlantik des Youtubers Jens Knossalla teil, in dem zwei Mannschaften den Atlantik auf einem Segelboot überquerten und das im Frühjahr 2025 zunächst auf Prime Video und später auf YouTube veröffentlicht wurde.

## Rezeption
- Sie wird als positives Beispiel für „starke Frauen“ im Lied Man’s World von Shirin David genannt: „Shoutout an meine starken Frau'n wie Sophia Thiel“.[18]

## Veröffentlichungen
- Einfach schlank und fit. Mit 120 Rezepten zur Traumfigur. riva, München 2016, ISBN 978-3-7423-0117-8
- Fitness Sweets: Mit 60 kalorienarmen und eiweißreichen süßen Rezepten. riva, München 2017, ISBN 978-3742303806
- Mit Meal Prep zur Traumfigur: Clever vorkochen, mit Genuss abnehmen. Mit allen meinen persönlichen Tipps und über 60 Rezepten. riva, München. 2017. ISBN 978-3742307095
- Fit & Stark mit Sophia: Erfolgreich trainieren ohne Geräte. riva, München 2018, ISBN 978-3898839105
- Come Back Stronger. Meine lange Suche nach mir selbst. ZS Verlag 2021, ISBN 978-3-96584-089-8